# Bukovice (district de Náchod)
Pour les articles homonymes, voir Bukovice.
Bukovice (en allemand : Bukawitz) est une commune du district de Náchod, dans la région de Hradec Králové, en Tchéquie. Sa population s'élevait à 348 habitants en 2022.

## Géographie
Bukovice à 2 km au nord-nord-ouest de Police nad Metují, à 16 km au nord-nord-est de Náchod, à 48 km au nord-nord-est de Hradec Králové et à 138 km à l'est-nord-est de Prague.
La commune est limitée par Žďár nad Metují au nord, à l'est et sud, et par Žďár nad Metují à l'ouest.

## Histoire
La première mention écrite du village date de 1406.

## Transports
Par la route, Bukovice se trouve à 12 km de Broumov, à 19 km de Náchod, à 59 km de Hradec Králové et à 178 km de Prague. 